# Mr. TNT
Mr. TNT è un videogioco arcade pubblicato nel 1983, inizialmente come Gorkans dalla Techstar, poi su licenza dalla Telko (entrambe erano produttori minori statunitensi), che modificò la grafica e il nome. Nel tardo 1983 la HesWare pubblicò conversioni di Mr. TNT per gli home computer Atari 8-bit e Commodore 64.
È un gioco d'azione semplice che consiste nel muoversi su una griglia, cancellandone le linee man mano che si attraversano.

## Modalità di gioco
Si controlla un personaggio che ha l'aspetto di una palla con gli occhi (o una specie di veicolo nella versione Gorkans), muovendolo nelle quattro direzioni sopra una fitta griglia di linee orizzontali e verticali. Il personaggio può muoversi soltanto lungo le linee, senza poter tornare indietro, in quanto le linee si consumano al suo passaggio.
Quattro nemici con l'aspetto di micce accese (o veicoli di un altro colore nella versione Gorkans) inseguono il protagonista, muovendosi solo sulla griglia e cancellandola proprio come lui. Si perde una vita se si viene raggiunti da un nemico o se si finisce in un vicolo cieco senza più una linea da seguire. Anche i nemici vengono eliminati allo stesso modo se finiscono in un vicolo cieco, e una strategia possibile è proprio cancellare i loro potenziali percorsi per intrappolarli.
Sulla griglia sono disposti sedici oggetti astratti (nel manuale per computer descritti come dinamite) che si possono raccogliere per aumentare il punteggio. Anche i nemici possono casualmente raccogliere gli oggetti, sottraendo così potenziale punteggio al giocatore.
Per completare un livello, nell'originale arcade si possono raccogliere tutti gli oggetti oppure resistere finché tutti i quattro nemici si spengono nei vicoli ciechi. Nelle versioni per home computer si può superare un livello soltanto eliminando i nemici, mentre gli oggetti fanno solo da bonus.
Un'altra differenza è che nell'arcade il personaggio avanza costantemente, fermandosi solo negli angoli, mentre sui computer avanza solo se spinto dal giocatore.
I livelli hanno velocità crescente dei nemici e forma diversa della griglia, ma sempre simmetrica.

## Accoglienza
Mr. TNT per Commodore 64 ricevette alcune recensioni a suo tempo, con giudizi sufficienti o poco più. La rivista britannica Personal Computer Games (voto complessivo 6/10) e una guida all'acquisto statunitense (voto B, ossia moderatamente buono) lo trovarono entrambe avvincente pur nella sua semplicità, la prima però con grafica e suono scadenti, mentre la seconda apprezzò anche la grafica. Commodore Magazine spagnola lo votò 6-7/10 e Topscore olandese lo votò 6/10.